# George Formby jr.

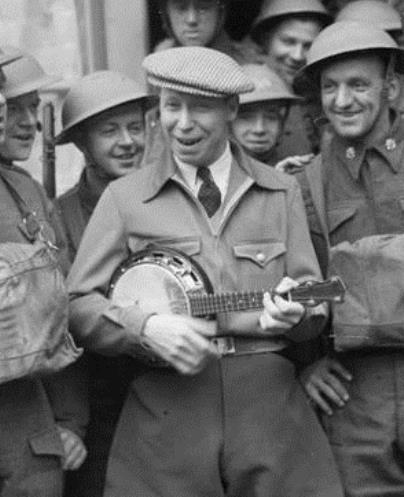
Formby bei einem Truppenbetreuungsauftritt in Frankreich 1940

George Formby jr., seit 1946 OBE, (* 26. Mai 1904 als George Hoy Booth in Wigan; † 6. März 1961 in Preston, Grafschaft Lancashire) war ein britischer Schauspieler und Ukulele-Spieler, in den 1930er- und frühen 1940er-Jahren einer der beliebtesten Komiker der Britischen Inseln.

## Leben und Wirken
Der Sohn des Bühnenkomikers George Formby sr. (1875–1921) zeigte bereits in jungen Jahren Begeisterung für den Pferdesport und wurde Jockey. In dieser Funktion holte man ihn 1915 mit der Hauptrolle des jungen Pferdenarren Tony Dawson in dem Gesellschafts- und Sportdrama By the Shortest of Heads erstmals vor die Kamera. Dennoch entschied sich Formby erst mit 17 Jahren, die Schauspielerei professionell auszuüben, folgte den Spuren seines in diesem Jahr (1921) verstorbenen Vaters und trat als Entertainer und Spaßmacher in Music Halls auf.
Die Ukulele, gelegentlich auch eine Mandoline oder ein Banjo, und pomadisiertes, pechschwarzes Haar wurden bald seine Markenzeichen. Seine eigenwillige Komik, die nasale, schrille Stimme sowie der unverkennbare Lancashire-Slang und die typischen Phrasen prägten bald den sogenannten 'Formby Style'. Nachdem er sich in seinem Beruf als Bühnenentertainer einen Namen gemacht hatte, holte ihn 1933 der Produzent John Blakeley zum Film zurück. Bald entwickelte sich der Mann mit dem markanten Breitmaulfrosch-Lächeln und den großen, scheu und unschuldig wirkenden Augen zu einem beachtlichen Kassenmagneten. Formby-Lustspiele waren nicht gerade originell oder sonderlich geistreich, erfreuten sich aber beim heimischen Publikum großer Beliebtheit. Zwischen 1934 und 1945 war er Englands populärster Filmkomiker, 1939 sogar der größte heimische Kassenmagnet in allen Filmgenres. Diese Popularität nutzte auch die britische Propagandamaschinerie und setzte Formby im Rahmen von Entertainments National Service Association während des Krieges (daheim wie auf dem Festland und in Nordafrika) für Truppenbetreuungen ein.
Auf der Leinwand verkörperte Formby meist den schüchternen Verehrer eines Mädchens, das er auf mehr oder weniger linkische Art und Weise zu erobern sucht. Fast alle seine Charaktere hießen George (wenngleich mit unterschiedlichen Nachnamen). Zu Beginn des Zweiten Weltkriegs hatte Formby seinen Popularitätshöhepunkt erreicht, bis zum Karriereende 1945 sollte der gebürtige Franzose Marcel Varnel sein Hausregisseur bleiben. Vor allem in seinen frühen Kriegsfilmproduktionen machte Formby immer wieder seine Späße auf Kosten der Nazis. In der Spionagekomödie Let George Do It beispielsweise, seinem wohl populärsten Film in der Heimat, begegnet er in einer Traumsequenz Adolf Hitler, haut ihm kräftig auf die Nase und schimpft ihn 'Schwätzer'. Versuche, mit seinen Filmen auch in den USA zu reüssieren, scheiterten jedoch; zu speziell britisch schien dort sein Humorverständnis.
Nach Varnels Tod 1947 zog sich Formby vom Film zurück und widmete sich wieder vollständig seinem Bühnenprogramm. 1952 erlitt er seinen ersten Herzinfarkt, seine Frau Beryl starb Heiligabend 1960. Daraufhin verschlechterte sich Formbys Gesundheitszustand, der Komiker starb, nachdem er einen zweiten Herzinfarkt erlitten hatte, gut zehn Wochen nach ihr. Rund 100.000 Personen säumten die Straße, als sein Sarg zur letzten Ruhestätte auf dem Warrington Cemetery gebracht wurde.

## Filmografie
- 1915: By the Shortest of Heads (Kurzfilm)
- 1933: Boots!, Boots!
- 1934: Off the Dole
- 1935: George bricht alle Rekorde (No Limit)
- 1936: Keep Your Seats Please
- 1936: Feather Your Nest
- 1937: Keep Fit
- 1937: I See Ice
- 1938: It’s in the Air
- 1938: Trouble Brewing
- 1939: Bravo, George ! (Come On George)
- 1939: Let George Do it
- 1940: Spare a Copper
- 1941: Glück muß man haben (Turned Out Nice Again)
- 1941: South American George
- 1942: Much Too Shy
- 1942: We’ll Meet again (nur Produktionsleitung)
- 1942: Get Cracking
- 1943: Rhythm Serenade (nur Produktionsleitung)
- 1943: Bell-Bottom George
- 1944: He Snoops to Conquer
- 1945: I Didn’t Do it
- 1945: George in Civvy Street